# 沙伊布灵基兴-特恩贝格
沙伊布灵基兴-特恩贝格是奥地利下奥地利州诺因基兴县的一个市镇。总面积37.84平方公里，总人口1868人，人口密度49.4人/平方公里（2005年）。